# Ermita de la Mare de Déu de la Misericòrdia de Vinaròs
L'Ermita de la Mare de Déu de la Misericòrdia de Vinaròs, també coneguda com a ermita de la Mare de Déu de la Misericòrdia i de Sant Sebastià, ermita de Sant Sebastià o ermita dels Sants Patrons, està dedicada a la Verge de la Misericòrdia i a Sant Sebastià, patrons de la ciutat, i a Sant Antoni, antiga advocació de la primitiva ermita. Aquest temple catòlic està situat al cim del Puig de la Misericòrdia, a 6 km de la població.
En el temple, la Mare de Déu té dedicat l'altar major, i Sant Sebastià i Sant Antoni, tenen cadascú una capella lateral al costat del transsepte.
Aquest conjunt està qualificat com a Bé de Rellevància Local amb la categoria de Monument d'Interès Local. En l'expedient iniciat per a la delimitació de l'entorn de protecció de la torre dels Moros situada al Puig de la Misericòrdia, l'ermita queda inclosa dins d'aquesta zona de protecció.

## Història
Hi havia una ermita dedicada a Sant Antoni en aquest mateix lloc abans del segle xv, on també es venerava a la Mare de Déu, i els veïns dels pobles dels voltants anaven de romeria.

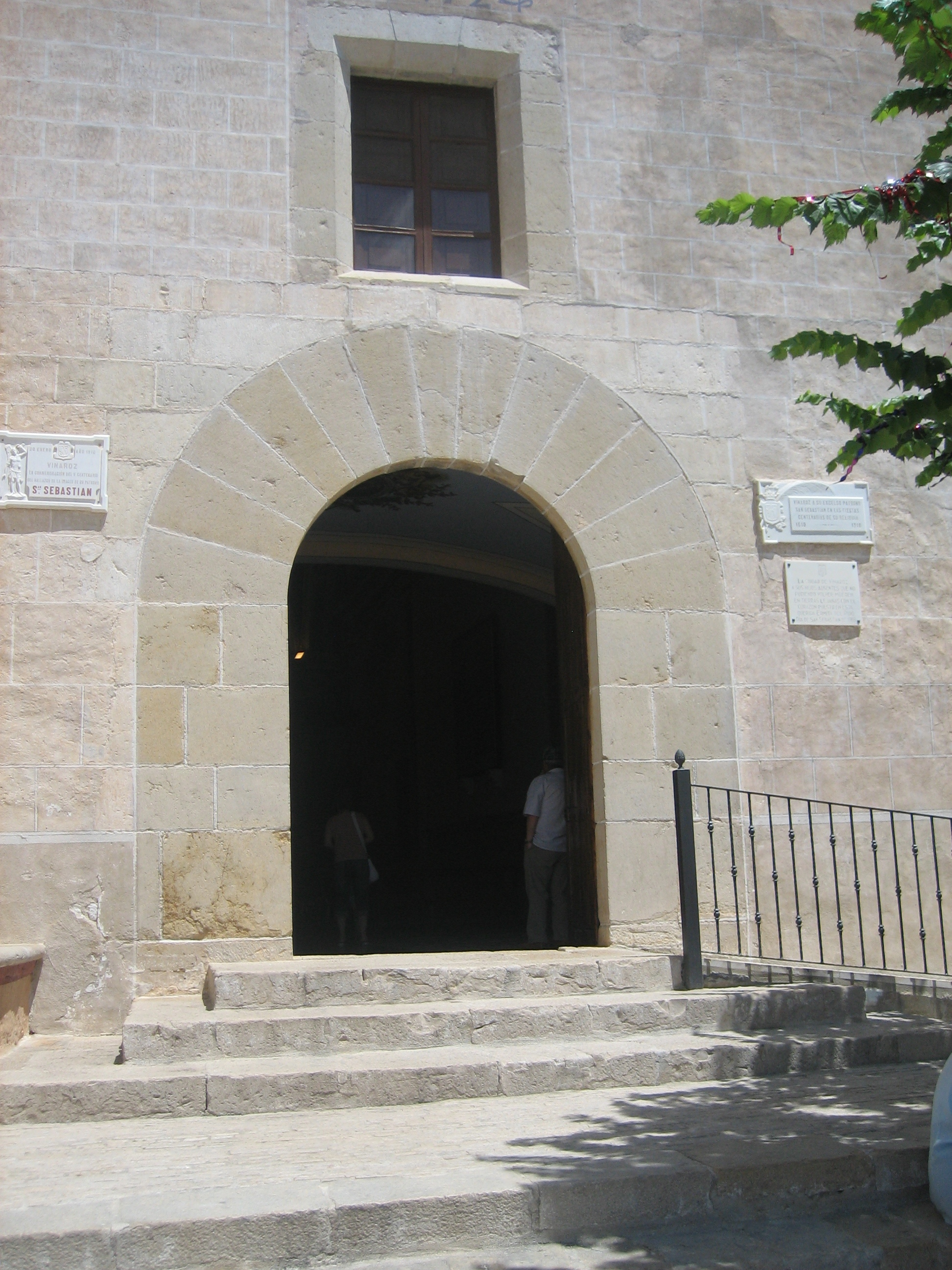

En el segle xvi el recinte va ser fortificat, es comença la construcció de l'hostatgeria i l'ermita es reformà, i en el segle xvii es va fer una reedificació de l'ermita.
En el període entre 1715 i 1721 l'ermita fou ampliada i modificada pels mestres d'obres Joan Sànchez i Josep Pujol, afegint el creuer, el presbiteri i la sagristia. En 1722 s'eleva la nau per a situar-la al mateix nivell que el transsepte. Entre 1733 i 1734 Francesc i Ignasi Vergara realitzaren el retaule major. Entre 1760 i 1763 es construí el cambril de la Mare de Déu. I entre 1826 i 1827 Joaquim Oliet va realitzar la decoració al fresc de la nau, amb la confecció de setze pintures.
Des de finals dels anys 90,en part per una escola taller creada en la mateixa ermita, s'ha dut a terme una profunda rehabilitació, tant del temple, de l'hostatgeria, com dels voltants, amb jardins, espais recreatius i berenadors. La casa de l'ermità està ocupada per un restaurant. Entre 1996 i 1998 es restauren les pintures murals de l'ermita.
La casa de l'ermità està rehabilitada com a restaurant.

## Arquitectura
El conjunt, tancat amb un mur, està compost per l'ermita, flanquejada per la casa de l'ermità i per l'hostatgeria, amb una àmplia plaça amb dos pous, al front.
L'hostatgeria té una porxada —amb arcs escarsers al front— coberta amb volta de creueria molt rebaixada amb claus sortint.
La planta del temple és de creu llatina, amb arquitectura neoclàssica d'orde compost. Té una àmplia nau de 7,20 m, de tres trams, coberta de volta de canó amb llunetes; amb dues capelles laterals enfrontades, de 3,10 per 4,10 m, entre contraforts; creuer amb cúpula sense tambor ni llanternó, presbiteri de capçalera recta i volta bufada; amb sagristia i cambril al darrere, aquest últim cobert per cúpula. Als peus de l'església, sobre l'entrada, se situa el cor.
A l'interior, Joaquim Oliet decora les voltes, les petxines de la cúpula i les llunetes, amb un programa iconogràfic relacionat amb la Mare de Déu: En la volta de la nau es representen escenes marianes del Nou testament (La Nativitat de Jesús, L'Epifania i La fugida a Egipte), dels peus al creuer, continuades al presbiteri (La Presentació del Temple); en les petxines del creuer, figures femenines de l'Antic Testament, que simbolitzen la Mare de Déu (Judit, Jael, Rut i Míriam); i en les llunetes, figures bíbliques, tant masculines com femenines (Abraham, Jacob, Noè, David, Ester, Dèbora, Rebeca i Abigail).
La façana presenta una senzilla porta adovellada de mig punt, i per damunt, una finestra, un rellotge de sol, i en la cornisa, un campanar d'espadanya.

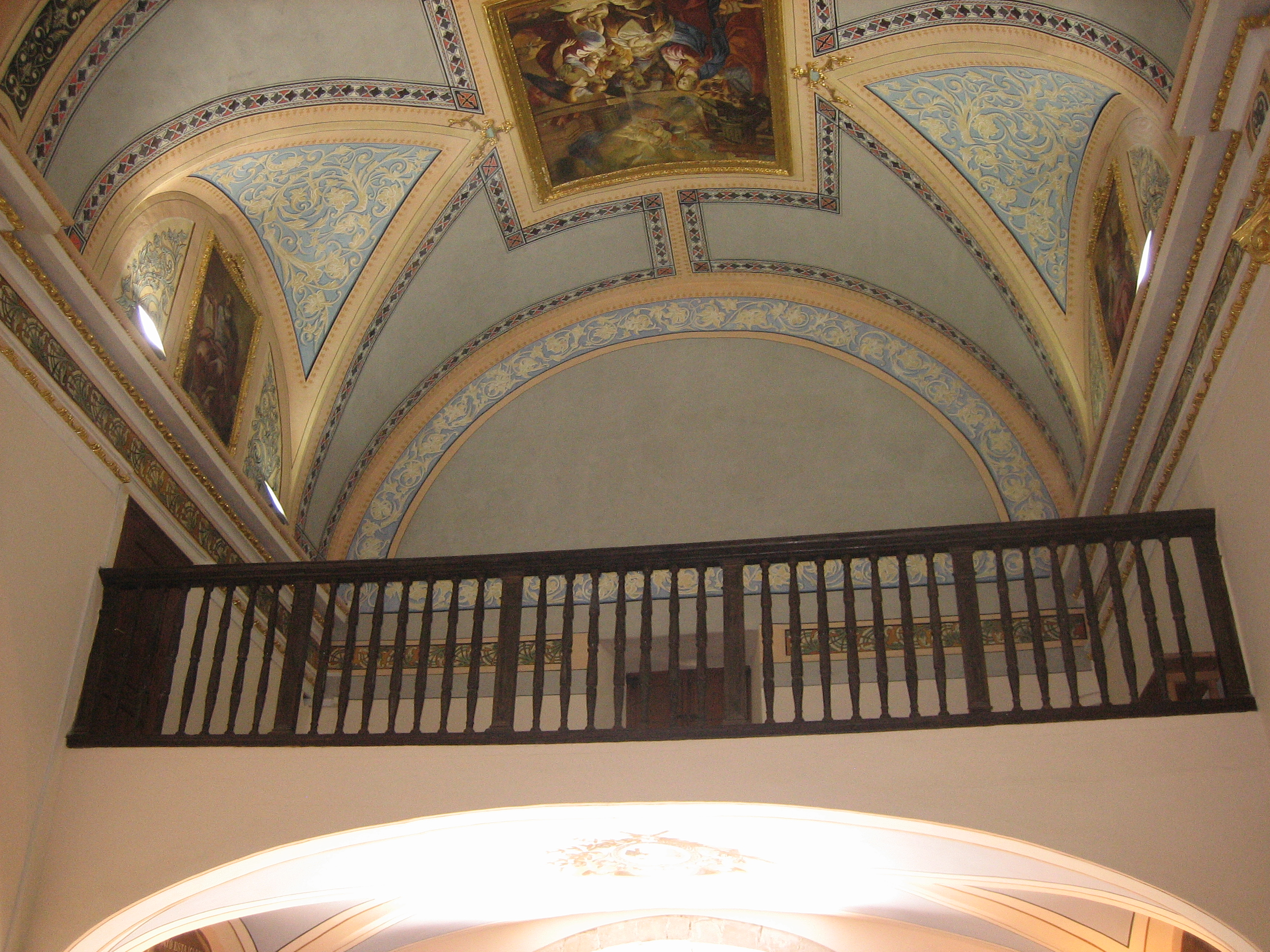
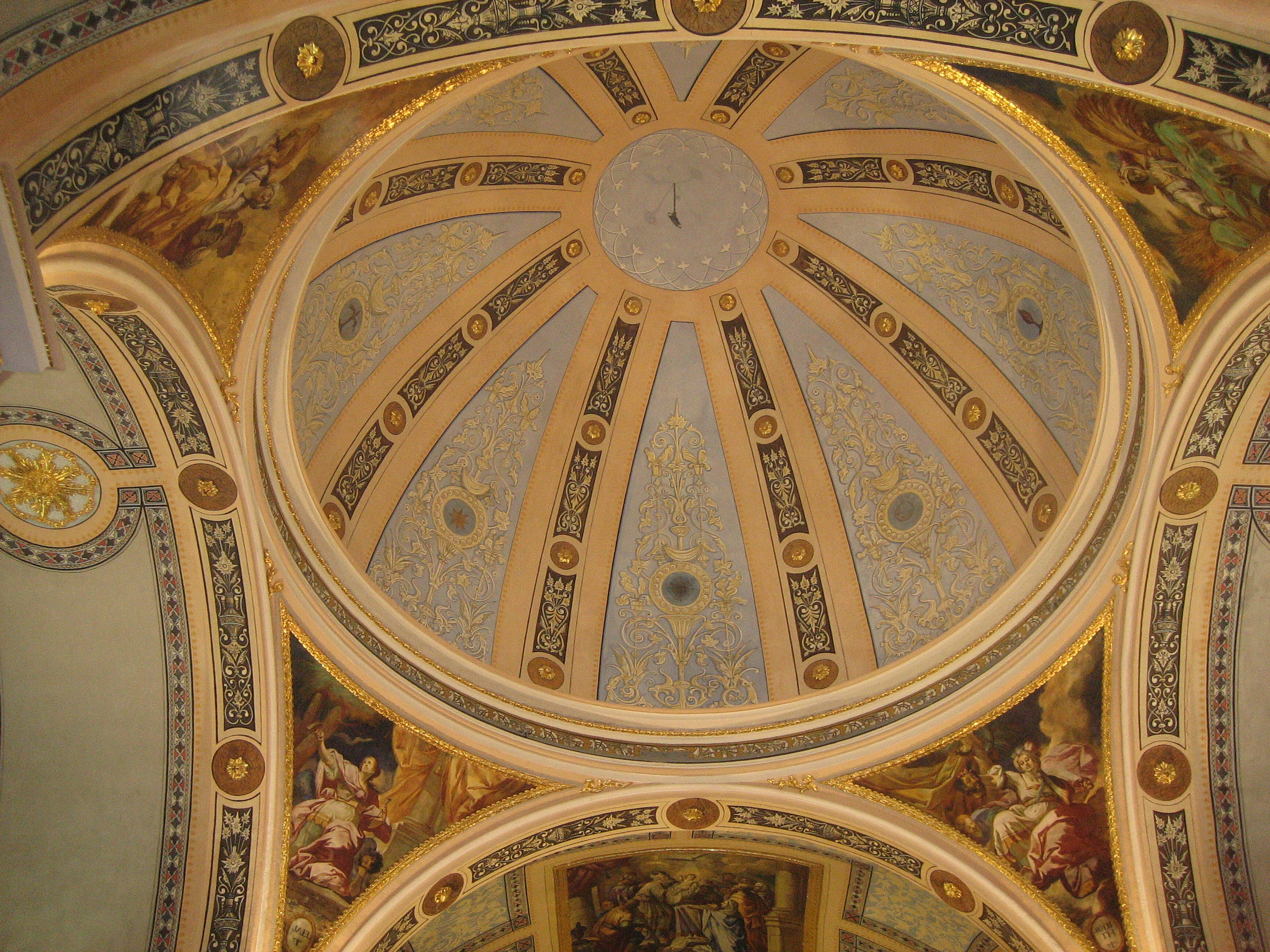
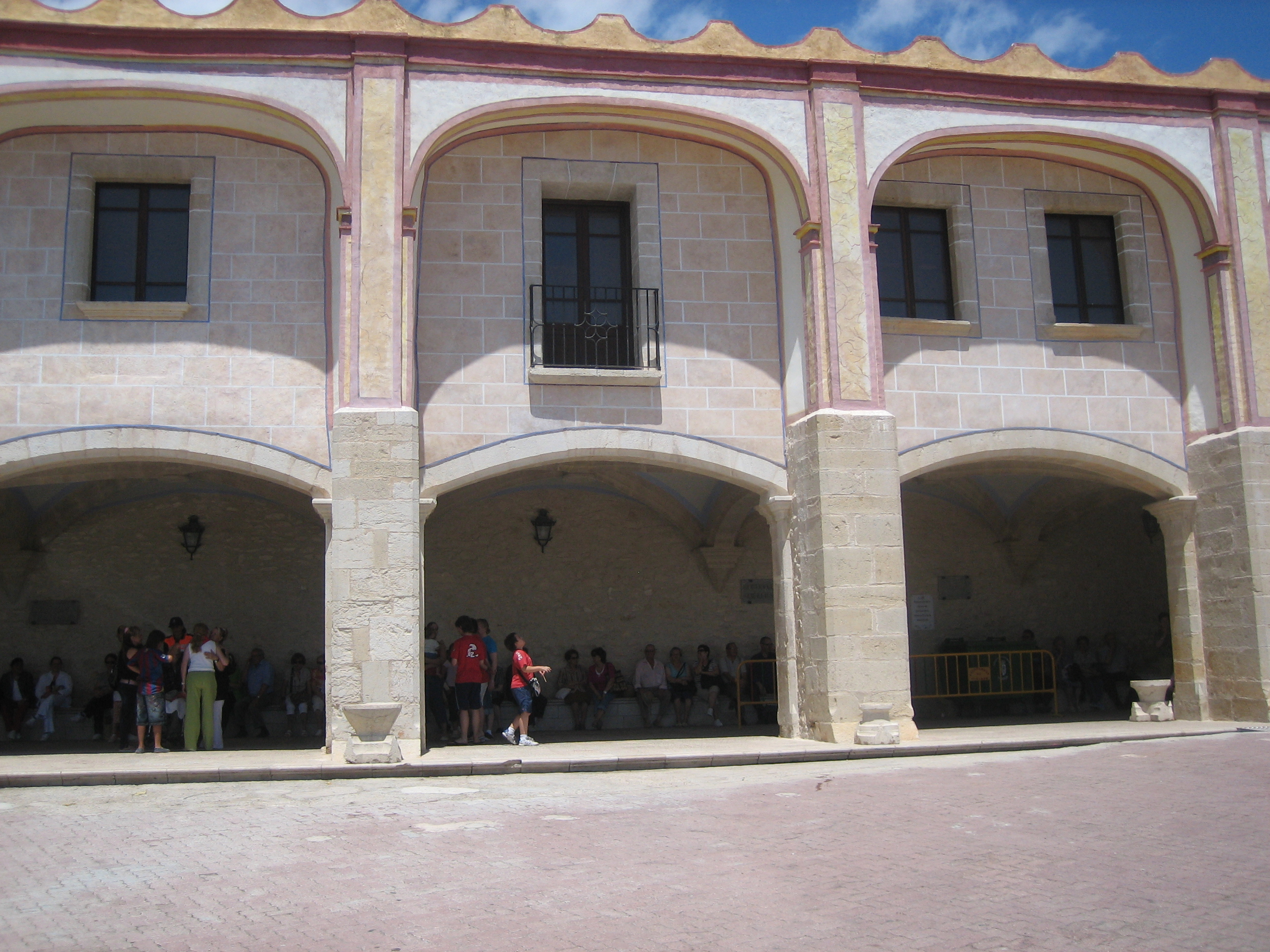
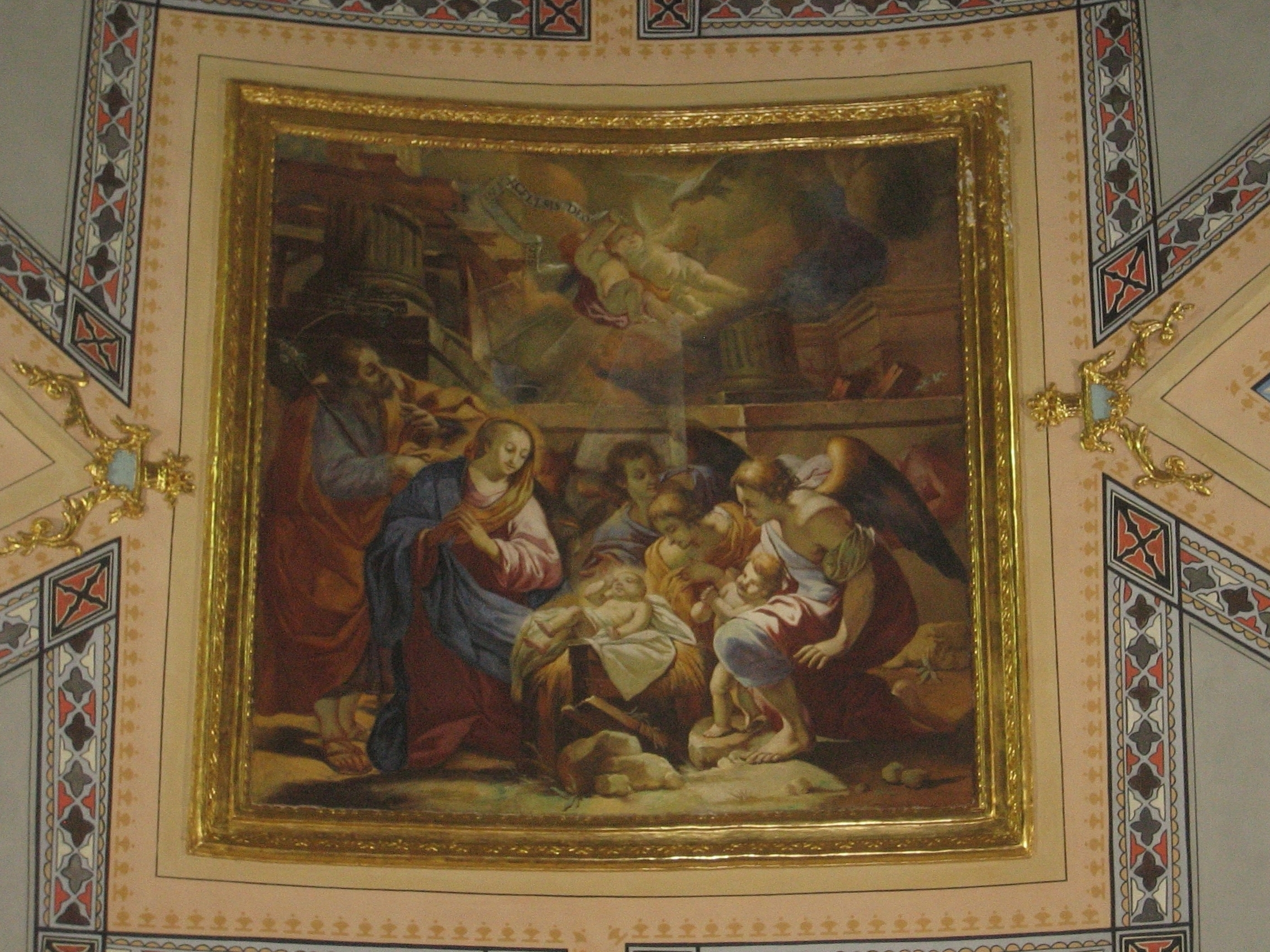

- Cor
- Cúpula del creuer
- Hostatgeria
- Pintura de la volta, amb el quadre La Nativitat de Jesús, de Joaquim Oliet

## Festivitat i tradicions
Tres voltes es puja a l'ermita: per Sant Antoni, el 17 de gener; per Sant Sebastià, el 20 de gener, i per la Mare de Déu de la Misericòrdia, el diumenge següent a Pentecosta. Per Sant Antoni i per la Mare de Déu es reparteixen calderes d'arròs a tots els assistents, i el dia de Sant Sebastià se celebra una romeria des de l'església Arxiprestal, portant el reliquiari amb el dit del sant.
La devoció a Sant Sebastià, segons la tradició, començà en 1416, quan tres peregrins van fer la imatge del sant, tancats durant tres dies, i en finalitzar, aquests havien desaparegut i sols restava la imatge. Després, en 1610, estant navegant amb un vaixell Juan Antonio Herrero de Pimentel portant un reliquiari amb el dit del sant, durant una forta tempesta ofereix la relíquia al primer port on arribe, i aquest resulta ser Vinaròs.
La devoció a la Mare de Déu de la Misericòrdia ha tingut el reconeixement del papat, així Climent VIII, en 1593 i Benet XIII, en 1726, concedeixen jubileus i indulgències plenàries.